# Пищатинцы (Кременецкий район)
Пищатинцы (укр. Піщатинці) — село в Барсуковской сельской общине Кременецкого района Тернопольской области Украины.
До 2020 года входило в Шумский район.
Почтовый индекс — 47163. Телефонный код — 3558.

## Население
Население по переписи 2001 года составляло 627 человек.

### Языковой состав
Родной язык населения по данным переписи 2001 года:
| Язык       | Численность, чел. | Доля     |
| ---------- | ----------------- | -------- |
| Украинский | 623               | 99,36 %  |
| Другое     | 4                 | 0,64 %   |
| Итого      | 627               | 100,00 % |